# Hardwell
Hardwell (født 7. januar 1988 i Breda i Holland) er en hollandsk DJ og musikproducer. Hans primære musikgenre er House, i form af Progressive House og Electro House. I en alder af kun 14 år underskrev han sin første pladekontrakt.[kilde mangler] Han optrådte til Sensation 2011 i København, og har siden optrådt til store festivaler som Ultra Miami og Tomorrowland. I 2012 blev Hardwell kåret som den 6. bedste DJ i verden, af det britiske magasin DJ Mag. Han blev i 2013 og 2014 kåret til verdens bedste DJ af det tidligere nævnte magasin DJ Mag. 

## Diskografi
- United We Are (2015)